# Сражение у реки Чолок (1854)
Сражение при Чолоке — одно из ключевых сражений кампании 1854 года на Кавказском театре военных действий Крымской войны между русским отрядом генерала Андроникова и вторгшимся на русскую территорию турецким корпусом Селим-паши, произошедшее 4 июня (16 июня) 1854 года на реке Чолок (Чолоки). Несмотря на значительный перевес в силах, турецкие войска потерпели поражение и были вынуждены отступить.

## Предыстория
В мае 1854 года Батумский корпус турецких войск начал наступление в направлении Грузии. Отряд численностью 12 тысяч под командованием Гассан-бея двинулся из Озургет, намереваясь захватить Кутаиси и выйти в тыл русской армии на Кавказе. Однако в сражении при Нигоети отряд Гассана был разбит авангардом Ахалцыхского отряда полковника Николая Эристова; сам Гассан-бей был убит. Остатки турецких войск бежали к Озургетам, где турки сосредоточили корпус Селима-паши.

## Ход сражения
Получив донесение о победе при Нигоети, князь Андроников двинулся с главными силами своего отряда, 29-го мая (10-го июня), из Марани к Озургетам. Турки не дожидаясь подхода русских войск, бросили в Озургетах большие запасы продовольствия и отступили за реку Чолок. Генерал Андроников, успев собрать при урочище Нагомари 11,5 батальонов и 2 тысячи человек пешей милиции и иррегулярной кавалерии, всего до 10 тыс. человек с 18-ю орудиями, занял Озургеты, 3-го (15-го) июня, и на следующий день выступил в направлении турецкого лагеря. Турецкий корпус, под начальством Селима-паши, в числе до 34-х тыс. человек с 13-ю орудиями, были расположены на позиции, прикрытой с фронта полевыми укреплениями и обеспеченной с правого фланга крутым почти недоступным оврагом, а с левого густым лесом.
Русские войска перешли через реку Чолок двумя колоннами, при каждой колонне находилось по 4 горных орудия и по одной роте сапёр. За колонною генерала Бруннера следовали 8 лёгких орудий, а за ними в резерве 4-й батальон Белостокского и два батальона Брестского полка с двумя горными орудиями, под командованием полковника Карганова. За пехотой шла вся кавалерия; пешая же милиция частью была рассыпана впереди пехотных колонн, частью же послана к правому флангу неприятеля, для отвлечения его внимания от предположенного пункта главной атаки - левого фланга турецкой позиции. Неприятель, изумлённый внезапным появлением из густого леса наших колонн, поспешил усилить своё левое крыло. Лёгкая батарея, выдвинутая на рысях из леса в центр боевого порядка, и горные орудия, под общим начальством полковника Мамацева, открыли меткий огонь. Войскам генерала Майделя было приказано идти в штыки и для содействия им выдвинуты вправо из второй линии Бруннера, под его личным начальством, четвёртые батальоны Брестского и Литовского полков. Русская артиллерия выехав вперёд, вместе с наступающею пехотою, на ближайший картечный выстрел, открыли учащённую пальбу, и вслед затем батальоны Куринского полка, ударили в штыки, опрокинули неприятеля и ворвались в лагерь; Селим-паша выслал на поддержание боевых линий весь свой резерв и встретил наступающие колонны картечью и батальным огнём пехоты. Куринцы понесли значительный урон и были принуждены податься назад.
В этот момент, генерал Андроников произвёл общее наступление: лёгкая батарея выносится вперёд и осыпает неприятеля картечью; три батальона Брестского, 4-й Белостокского и 3-й Литовского полка, вслед за Куринскими егерями, с барабанным боем, кидаются в штыки; казаки, наступают с двух сторон в лагерь. Грузинская конная дружина, обскакав с тыла завалы, атаковала один из турецких батальонов, врезалась в него и захватила знамя и три значка. Гурийская пешая милиция отбила горное орудие. Из числа прочих турецких орудий, которые все достались в добычу победителям, захвачены: три — майором Чеплевским с 4-м батальоном Белостокского полка; два подполковником Осиповым с 3-м батальоном Брестского полка; три — флигель-адъютантом подполковником Бреверном с 3-м батальоном Куринского полка, и четыре — подполковником князем Шаликовым с 1-м батальоном Брестского полка, поддержанным 3-м батальоном Литовского полка, под начальством майора Макрыза, раненого двумя ружейными пулями и картечью. Турки оборонялись упорно в своих завалах, но, выбитые оттуда штыками, обратились в бегство.
Князь Андроников, поручил преследование 1-му, 2-му и 4-му батальонам Литовского егерского полка, 4-му батальону Брестского пехотного полка и сапёрным ротам, с 4-мя горными орудиями, под начальством генерал-майора Бруннера; за ними вслед отправлены ещё два батальона Брестского полка с 2-мя горными орудиями, и грузинская милиция, под начальством полковника Карганова. Генерал Бруннер гнал неприятеля до сел. Ляхвы, пока турки совершенно не рассеялись, а конная грузинская милиция преследовала их ещё около двух часов.
Потери турок составили до 4-х тысяч человек, а по другим данным до 5 тысяч человек; вся артиллерия, 36 знамён и значков, весь лагерь, были захвачены русскими. Турецкая милиция, в числе 14 тысяч человек, разбежалась. Сам Селим-паша бежал в Кобулети с малым отрядом.
Император Николай, получив донесение о победе при Чолоке, пожаловал, князю Андроникову, орден Св. Александра Невского. Орден Св. Георгия 4-й степени получили: генерал-майор Майдель, полковник Мамацев, подполковники Бреверн и Джандиеров, майор Макрыз, Брестского пехотного полка капитан Тальвинский, который, будучи ранен, остался перед своею ротою и первым взбежал на неприятельскую батарею, Куринского полка капитан Дудниченко и Литовского егерского полка подпоручик Быковский.